# Некомерційна журналістика
Некомерційна журналістика, також відома як неприбуткова журналістика (англ. Non-profit journalism, NPJ) або журналістика з мозковими центрами — практика створення та роботи журналістської організації як некомерційної. Некомерційні журналісти здатні працювати без занепокоєння боргами, дивідендами та необхідністю отримувати прибуток. Як і всі неприбуткові організації, така журналістика залежить від приватних пожертвувань та / або грантів для оплати витрат.

## Історія
Швидкий розвиток некомерційної журналістики останнім часом може підштовхнуті до думки, що це нове поняття. Проте неприбуткові журналісти працюють зі створення перших газет. У 1846 році п'ять нью-йоркських газет об'єднались, щоб поділитися вхідними повідомленнями з мексикансько-американської війни. Цей експеримент у журналістиці став Associated Press, який до цього дня залишається прикладом некомерційної журналістики.
Центр розслідувальної звітності, заснований 1977 року, є найстарішою неприбутковою організацією, що проводить розслідування. Другий найдавніший — Центр громадської доброчесності (CPI), заснований у 1989 році Чарльзом Льюїсом, колишнім продюсером для ABC News та CBS News. Міжнародна група ІСЦ, Міжнародний консорціум журналістів-розслідувачів (ICIJ), була заснована в 1997 році. ICIJ працює через глобальну мережу зі 175 журналістів-слідчих у більш ніж 60 країнах.
Зовсім нещодавно журналістичні організації, такі як ProPublica, Fair Observer, The Texas Tribune, MinnPost, Voice of San Diego, Watchdog.org, Міжнародна програма звітності, Глобальний центр звітності та Huffington Post Investigative Fund, стали некомерційними журналістськими організаціями.
У 2013 році в дослідженні Центру досліджень Pew було встановлено, що в США засновано 172 некомерційних інформаційних центрів у період з 1987 року по квітень 2012 року. До дослідження було включено лише ті відділення, які були активними; насамперед опубліковані в мережі й регулярно працювали.
Дослідження виявило, що: У більшості штатів США є принаймні одна некомерційна журналістська організація; Більшість працюють у спеціалізованих журналістських нішах. Це дослідження виявило неприбуткові випуски новин у всіх, крім дев'яти штатах США. 21 % цих відділень зосереджують увагу на підготовці звітів про розслідування, а ще 17 % зосереджуються саме на уряді. Серед інших сфер уваги — державна та зовнішня політика (13 %), навколишнє середовище (4 %), охорона здоров'я (3 %) та культура та мистецтво (3 %).
Дослідження показало, що «дві третини зі 172 некомерційних випускних магазинів, що вивчаються, фінансуються або публікуються іншою організацією, лише одна третина є незалежними». Спонсорами найчастіше були неприбуткові аналітичні центри, інша інформаційна організація чи університет. Більшість некомерційних інформаційних центрів були невеликими, п'ять або менше штатних працівників, що працюють на повний робочий день.